# コスメティック・ウォー わたしたちがBOOSよ!
『コスメティック・ウォー わたしたちがBOOSよ!』（原題:Like a Boss）は2020年に公開されたアメリカ合衆国のコメディ映画である。監督はミゲル・アルテタ、主演はティファニー・ハディッシュとローズ・バーンが務めた。本作は日本国内で劇場公開されなかったが、2020年4月22日にiTunesで配信された。

## 概略
ミアとメルは昔からの親友で、化粧品会社の共同経営者でもあった。2人は苦労して会社を立ち上げたのだが、最近は資金繰りが厳しい状態に陥っていた。そんなある日、業界で悪名高い経営者、クレアから2人の会社を買収したいとの申し出があった。2人はその申し出を受け入れるか否かで対立し、徐々に険悪になっていくのだった。

## キャスト
※()は日本語吹き替え
- ティファニー・ハディッシュ - ミア・カーター - (岡田恵)
- ローズ・バーン - メル・ペイジ - (松井茜)
- サルマ・ハエック - クレア・ルナ - (高乃麗)
- ジェニファー・クーリッジ - シドニー - (桜岡あつこ)
- ビリー・ポーター - バレット
- アリ・グレイナー - アンジェラ
- ナターシャ・ロスウェル - ジル
- ジェシカ・セント・クレア - キム
- カラン・ソーニ - ジョシュ・ティンカー - (下川涼)
- ジェイコブ・ラティモア - ハリー
- ジミー・O・ヤン - ロン
- セス・ロリンズ - バイロン
- ライアン・ハンセン - グレッグ
- ヴェロニカ・メレル - ゼイリー
- ヴァネッサ・メレル - ルクス
- リサ・クドロー - シェイ・ホイットモア
- その他の日本語吹き替え‐松川裕輝/山口協佳/村田遥/織部ゆかり/中村和正/鶏冠井美智子/豊田茂/古木のぞみ/舟羽正人/松井暁波/井上美咲/高宮彩織/唐戸俊太郎/きそひろこ/金香里/熊谷海麗/夏目あり沙

## 製作
2017年10月23日、パラマウント映画がティファニー・ハディッシュ主演のコメディ映画『Limited Partners』の配給権を獲得したと報じられた。2018年7月9日、ミゲル・アルテタが監督に起用されたとの発表があった。16日、ローズ・バーンが本作の出演交渉に臨んでいると報じられた。9月28日、サルマ・ハエックの出演が決まったとの報道があった。10月、アリ・グレイナー、ジミー・O・ヤン、ジェイコブ、カラン・ソーニ、ナターシャ・ロスウェル、ジェシカ・セント・クレア、ビリー・ポーターらがキャスト入りした。同月、本作の主要撮影が始まった。
2019年7月31日、本作のタイトルが『Limited Partners』から『Like a Boss』に変更された。10月8日、クリストフ・ベックが本作で使用される楽曲を手掛けるとの報道があった。

## 公開・マーケティング
当初、本作は2019年6月28日に全米公開される予定だったが、後に公開日は2020年1月10日に延期された。
2019年9月12日、本作のオフィシャル・トレイラーが公開された。12月10日、本作のNot safe for work版予告編が公開された。

## 興行収入
本作は『アンダーウォーター』と同じ週に封切られ、公開初週末に1300万ドル前後を稼ぎ出すと予想されていたが、実際の数字はそれを下回るものとなった。2020年1月10日、本作は全米3078館で公開され、公開初週末に1001万ドルを稼ぎ出し、週末興行収入ランキング初登場4位となった。

## 評価
本作は批評家から酷評されている。映画批評集積サイトのRotten Tomatoesには131件のレビューがあり、批評家支持率は19%、平均点は10点満点で4.1点となっている。サイト側による批評家の見解の要約は「一見すると『コスメティック・ウォー わたしたちがBOOSよ!』は才能あるコメディエンヌたちの競演を楽しめる作品に思えるが、同作を鑑賞した者は『チケット代を騙し取られた』と思う可能性が高い。」となっている。また、Metacriticには30件のレビューがあり、加重平均値は32/100となっている。なお、本作のCinemaScoreはBとなっている。